# Offizier der Heilsarmee
Ein Offizier der Heilsarmee ist ein hauptamtlicher Mitarbeiter, der nach einer mehrjährigen Ausbildung an einem Ausbildungszentrum der Heilsarmee (Offiziersschule) in einer Heilsarmeegemeinde (Korps), einer Sozialeinrichtung oder in der Verwaltung der Heilsarmee arbeitet. Im Gegensatz zu den ehrenamtlichen Mitarbeitern und den Heilssoldaten arbeiten die Offiziere der Heilsarmee als ordinierte Geistliche vollzeitlich und ausschließlich in der Heilsarmee.

## Kandidatur und Ausbildung
Bei der Bewerbung für den Dienst als Heilsarmeeoffizier gibt es strenge Aufnahmerichtlinien, die eingehalten werden müssen, bevor die Ausbildung beginnen kann. Auch wenn diese Richtlinien sich in einzelnen Ländern unterscheiden, so sind sie doch im Wesentlichen alle sehr ähnlich:
- die Berufung für den vollzeitlichen Dienst als Heilsarmeeoffizier
- Aktiver Salutist in der lokalen Heilsarmeegemeinde (Korps)
- ein Empfehlungsschreiben des Korpsoffiziers (Gemeindeleiter)
- Teilnahme an einem Kandidatenwochenende mit Gesprächen mit den für die Ausbildung Verantwortlichen

Während der Ausbildungszeit haben die Salutisten den Rang eines Kadetten. Die Dauer der Ausbildung beläuft sich in der Regel auf zwei Jahre. Eine Sondergenehmigung gestattet es Kadetten, schon nach einer kürzeren Ausbildungszeit in den Dienst zu gehen, wenn derjenige entsprechende Vorerfahrungen und Ausbildungen mitbringt. Mit Abschluss der Ausbildung beginnen die Kadetten ihren Dienst in der jeweiligen Gemeinde (Korps) oder Sozialeinrichtung.

### Offiziersschule
Von 1985 an wurden Heilsarmeeoffiziere aus Deutschland, Frankreich, Belgien, Italien, Ungarn und der Schweiz in Basel in einem gemeinsamen Ausbildungszentrum ausgebildet. Seit Sommer 2005 steht die Schule neu unter der Leitung des Schweizer Territoriums. Ihr dreijähriger Bachelorstudiengang wurde durch die Middlesex University validiert und orientiert sich am Bologna-Prozess. Der Ausbildungsgang ist weiterhin für ausländische Studenten offen.
Die Ausbildung der deutschen Offiziere findet seit 2005 in Zusammenarbeit mit dem Institut für Gemeindebau und Weltmission (IGW), das das theologische Grundlagenstudium bereitstellt,  wieder in Deutschland statt. Der zweijährige Ausbildungsgang besteht aus  theologischen Grundausbildung und den Modulen der Offiziersschule, die ebenfalls akkreditiert sind. Die Gesamtausbildung endet nach sieben Jahren mit dem Bachelor of Arts im Studiengang Theologie.

## Ränge und Uniform
Offiziere der Heilsarmee behalten den Rang, den sie zuletzt im Dienst getragen haben, auch weiterhin im Ruhestand. Die Uniform eines Offiziers gleicht in Farbe und Form dem der Salutisten in der Region, in der sie dienen. Der einzige Unterschied zeigt sich in den Schulterklappen, die bei den Offizieren rot, bei den Heilssoldaten schwarz oder blau sind. Außerdem sind an den Schulterklappen des Offiziers die Abzeichen angebracht, an denen der Rang abzulesen ist. Diese Abzeichen sind entweder auf die Schulterklappe aufgenäht oder durch Metallstifte auf der Schulterklappe angebracht.
| Epaulette | Rang              | Beschreibung | Insignien/Schulterklappen |
| --------- | ----------------- | --- | --- |
|           | General           | Der internationale Leiter der Heilsarmee, der von allen Kommandeuren im Dienst und den Territorialleitern gewählt wird (Hoher Rat der Heilsarmee).                                                                      | Bordeauxrote Schulterklappen mit goldfarbener Umrandung, das das Wappen der Heilsarmee mit Lorbeerblättern in Gold trägt. Unterhalb des Wappens befindet sich ein goldfarbener Balken.       |
|           | Stabschef         | Stellvertreter des Generals; wird vom General ernannt. Offizielle Anrede "Kommandeur". | Bordeauxrote Schulterklappen mit silberfarbener Umrandung, das das Wappen der Heilsarmee mit Lorbeerblättern in Silber trägt. Unterhalb des Wappens befindet sich ein silberfarbener Balken. |
|           | Kommandeur        | Leiter von größeren Territorien oder internationale Sekretäre. | Bordeauxrote Schulterklappen mit silberfarbener Umrandung, das das Wappen der Heilsarmee mit Lorbeerblättern in Silber trägt.                                                                |
|           | Oberst            | Offiziere in besonderer Verantwortung (Landes- und Territorialleiter, Ausbildungsleiter, internationale Leiter). | Rote Schulterklappen mit silberfarbener Umrandung, das das Wappen der Heilsarmee in Silber trägt.                                                                                            |
|           | Oberstleutnant    | Offiziere in besonderer nationaler Verantwortung. | Rote Schulterklappen mit silberfarbener Umrandung, das das Wappen der Heilsarmee in Silber trägt.                                                                                            |
|           | Major             | Offiziersrang ab dem 21. Dienstjahr. | Rote Schulterklappen, das das Wappen der Heilsarmee in Silber trägt. |
|           | Kapitän           | Offiziersrang vom 6. bis 20. Dienstjahr. | Rote Schulterklappen mit zwei silberfarbenen Sternen. |
|           | Leutnant          | Offiziersrang in den ersten fünf Dienstjahren. Eingestellt (2001) wieder aufgenommen (2008) | Rote Schulterklappen mit einem silberfarbenen Stern. |
|           | Auxiliar-Kapitän  | Nichtordiniert geistlicher Leiter einer Heilsarmee-Gemeinde oder Einrichtung, bei dem Gründe vorliegen, die eine Ordination verhindern.                                                                                 | Leere rote Schulterklappe |
|           | Auxiliar-Leutnant | Nichtordiniert geistlicher Leiter einer Heilsarmee-Gemeinde oder Einrichtung. Wenn nach sechs Dienstjahren eine Ordination keine Option darstellt, kann der oder die Betreffende zum Auxiliar-Kapitän befördert werden. | Leere rote Schulterklappe |
|           | Kadett-Leutnant   | Dieser Rang ist selten; er wird einem Kadetten verliehen, der vor Abschluss an der Offiziersschule in den Dienst gesandt wird.                                                                                          | Zwei rote Balken (auf dunkelblauen oder schwarzen Schulterklappen) |
|           | Kadett im 2. Jahr | Ein Soldat der Heilsarmee (Salutist), der an einer Offiziersschule der Heilsarmee eine Ausbildung absolviert. | Zwei (zweites Jahr) rote Balken (auf dunkelblauen oder schwarzen Schulterklappen) |
|           | Kadett im 1. Jahr | Ein Soldat der Heilsarmee (Salutist), der an einer Offiziersschule der Heilsarmee eine Ausbildung absolviert. | Einen (erstes Jahr) roten Balken (auf dunkelblauen oder schwarzen Schulterklappen) |

## Aussetzung bzw. Wieder-Einführung des Ranges „Leutnant“
Im Jahr 2001 wurde der Rang eines Leutnants aus der Liste der Offiziersränge entfernt. Die Absolventen der Offiziersausbildung führten in den ersten Dienstjahren daraufhin den Rang eines Kadettleutnant.
Nach einer längeren Diskussion mit anderen verantwortlichen Offizieren der Heilsarmee kündigte General Shaw Clifton im November 2007 an, dass der Rang „Leutnant“ ab 1. März 2008 wieder eingeführt wird. Nun werden alle Kadetten nach Abschluss ihrer Ausbildung in den ersten fünf Dienstjahren den Rang eines Leutnants tragen. Der Rang Kadettleutnants wurde mit gleicher Wirkung wieder eingestellt, wurde im Territorium USA-Süd im Juni 2014 aber wieder eingeführt.
Alle Unteroffiziere, die zwischen 2001 und 2008 den Rang eines Leutnants führten, führen in Großbritannien nun den Rang eines Envoy (Gesandter) oder eines Auxiliary-Captain. In anderen Territorien wurde ähnlich verfahren; in Deutschland Feldsergant oder Auxiliar-Kapitän.

## Einführung des Ranges "Auxiliar-Leutnant"
Seit dem 1. Juli 2020 verwendet die Heilsarmee in Deutschland für geistliche Leiter, die nicht ordiniert sind, den Rang eines Auxiliar-Leutnants.
Dabei soll es die Option geben, die Betreffenden nach sechs Dienstjahren zu Auxiliar-Kapitänen zu befördern oder sie als Leutnant zu ordinieren, wenn sie zu diesem Zeitpunkt die Bedingungen dafür erfüllen. Bestehende Auxiliar-Kapitäne behalten ihren Dienstgrad.